# フォード・フォードV8
フォードV8 (Ford V-8, ふぉおどぶいえいと) は、1932年からフォード・モーターが20年以上に亘って自動車用に製造していた、世界初の量産V型8気筒エンジンである。
当記事では、フォード・モーターと表記した場合は自動車製造者を指し、フォードとのみ表記した場合はメイクとしてのフォード、またはフォードのメイクを冠した車種を指す。
当記事が扱う事物には、フォード・モーター内のフォード部門とリンカーンマーキュリー部門では異なる名称を用いているが、記事名にはフォード部門の名称を代表で採用した。

## 概要
米国において、乗用自動車が大衆に普及していた1921年当時、フォード・モーターでは直列4気筒が一般的であった大衆車のエンジンについて、今後の多気筒化に向けて研究を始めた。近い将来、大衆車に高級志向の要求が高まるのを見越してのことであった。1922年にフォード・モーターの傘下に入ったリンカーン・モーター (Lincoln Motor Co.) は、既に60度V型8気筒を実用化しており、高級車用として企画開発された大量生産に向かない構造ではあったが、これが大衆多気筒エンジンの一つの参考となった。その後、X型8気筒などを試作するも実用化には至らず、1927年12月 (1928型式年度) にフォード・T型の後継として発表されたA型のエンジンは直列4気筒のままであった。そのような折、翌年度 (1929型式年度) からゼネラル・モーターズが大衆車でフォードと競合するシボレーに直列6気筒エンジンを採用することが判明した。これが発端となり、6気筒を超える8気筒は必須であるとして開発が加速した。
オーバーヘッドバルブ式 (Over Head Valve, 以下、OHV) のシボレーの直列6気筒に対し、当機はサイドバルブ式 (Side Valve, 以下、SV) であるなど、機構にそれほど高度な技術を用いていない。唯一競合他社より秀でて、かつ技術的に突破した要素は、直列エンジンよりも複雑な形状となるV型8気筒配列のシリンダーとクランクケースを一体化したシリンダーブロック (モノブロック) として鋳造したことである。当時、V型8気筒モノブロックはすでに実用化されていたが、それらは年間4,000から5,000個程度を製造するだけの高級車用であり、大量生産は不可能であると考えられていたが、当機ではその技術を確立し、時間100個を製造した点が革新的である。しかし当初から多くの技術的問題を抱えており、実用化以後もその対策のための改良が続けられ、シリンダーブロックの構造が替わる大掛かりな変更も数度実施されている。
SV特有の一方に大きく広がった燃焼室は、エンジンを前後方向から眺めたとき、シリンダーとの組み合わせで倒立「L」字を成しており、フォード・モーターはこれをLヘッド (L-head) と称し、当機を指す場合にもLヘッドV8 (L-head V-8) を公式に用いる場合がある。また、機構を有しない平たいシリンダーヘッド形状からフラットヘッドV8 (Flathead V-8) の俗称で呼ばれる場合もある。
1932年からリバールージュ工場団地 (Ford River Rouge complex, ミシガン州ディアボーン) のエンジン組立工場で製造された。排気量は最初の3.62リットル (L) から順次増加されていき、最終的にフォード用の3.92 L、リンカーン用の5.52 L、マーキュリー用の4.18 Lとなる。製造終了はリンカーン用が1951年、フォードとマーキュリー用が1953年であり、それぞれリンカーンV8とYブロックV8に代替された。

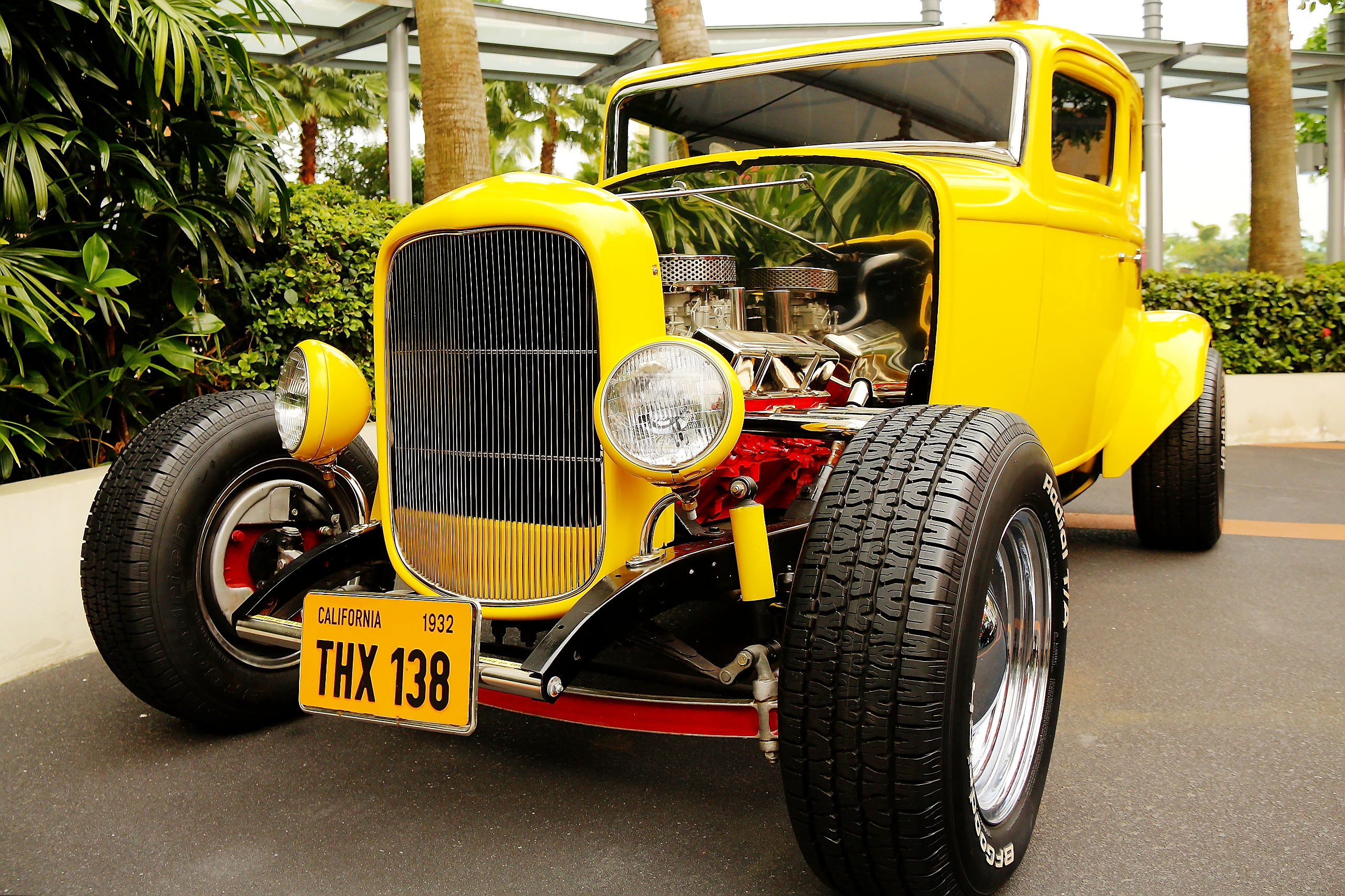
アメリカン・グラフィティに登場したデュース・クーペのレプリカ

当時では比較的軽量でかつ高出力であった為、実用化から1940年代後半まで公認ストックカーレースに多用された。中でも、1933年のエルジン自動車ロードレース (Elgin Automobil Road Race) のストックカーレース「ジョセフ・ワイデンホフ・トロフィー」("Joseph Weidenhoff Trophy") では、優勝から7位までを独占した。製造終了以後も非純正の様々な改造部品が製造販売され、1950年代のドラッグレースの普及に貢献し、その人気は1960年代まで続いた。これら部品は内部機構やシリンダーヘッドが大半であるが、ルーツ式スーパーチャージャーやOHV変換部品もあった。ロックバンドビーチ・ボーイズの楽曲「リトル・デュース・クーペ」や、映画「アメリカン・グラフィティ」に登場する1932年式フォード・18型クーペ (デュース・クーペ) は、そのような時代のホットロッドを表現したものである。

## 構造及び機構
ガソリンを燃料とするオットーサイクルの内燃機関である。気筒冷却は、気筒周囲の閉鎖空間 (ウォータージャケット) 内に加圧水を強制循環させ、ラジエーターで大気と熱交換する水冷式である。気筒配置は、二組の直列4気筒が並列し、それぞれ外方へ45度ずつ傾き、1本のクランクシャフトを共有する90度V型8気筒である。動弁機構はSVである。
シリンダーとクランクケースはウォータージャケットとともに合金鉄で一体鋳造されてシリンダーブロックを形成している。向き合うシリンダーのコネクティングロッドがクランクピンを共有するため、ロッド大端の厚み量だけ左右気筒列は千鳥配置となっている (左列前進、右列後退)。気筒列はクランクシャフトの芯に対し進行方向の左へ3/16インチ (4.7625ミリメートル (mm)) 転置されている。これにより膨張行程時のコネクティングロッド角を緩めて側圧を減らし、摩耗とピストンスラップを低減している。クランクケース下端はメインジャーナル芯の水準と一致するハーフスカート様式である。メインベアリングはすべりであり、クランクシャフト両端と中央のみを支え、間の2か所を間引いた3ベアリングとなっている。この為、ボアピッチは前2気筒間と後2気筒間は中央2気筒間よりも狭い。
シリンダーヘッドはシリンダー上端を密封する蓋としてのみ機能しており、ウォータージャケットも単純な形状である。燃焼室はヘッドをくぼませて構成されている。SVであるため、燃焼室はポート側に大きく寄せられ、点火プラグはポートの直上に挿入されている。
吸気、排気各バルブはポペットバルブであり、1気筒当たり各1本をエンジンバレー内でシリンダーに添えられるように平行配置されている。片列4気筒の吸気と排気の並びは対称配置であり、前後端の各1ポートと中央の2ポートが排気となる。鍛造鋼のカムシャフトはクランクシャフト同軸のはすば歯車で駆動され、タペットを介してバルブを押し上げる。バルブはコイルばねで押し下げられる。カムシャフトはエンジンバレー上部の燃料ポンプの駆動にも利用されている。
燃料ポンプで圧送されたガソリンを気化して燃焼室へ供給する装置はエンジンバレー上部に配置されたダウンドラフトキャブレターである。吸気マニホールドは鋳造アルミニウム合金である。排気ポートはブロック内をエンジン外側に向かう。排気マニホールドは鋳鉄のメインアンドブランチ式であり、左右主管はエンジン前方で連結され、車体後方への排気誘導は右主管のみが担う。
クランクシャフトはカウンターウェイト一体のクロスプレーン式であり、3ベアリングであるためメインジャーナルは両端と中央の3か所にのみ備えている。コネクティングロッドは鍛造鋼である。
ウォーターポンプは左右気筒列に一つずつ備え、Vベルトで駆動される。潤滑系は全圧式 (フルフロー) であり、オイルポンプはギア式である。
単体重量は排気量や補器類の差異で異なるが、1932年の実用化時点で585重量ポンド (265キログラム) である。
| サイクル               | オットーサイクル        |
| シリンダーブロック形式 | 90度V型8気筒3ベアリング |
| 吸排気バルブ機構       | SV、ターンフロー2バルブ |
| クランクシャフト形式   | 一体式クロスプレーン    |
| 潤滑方式               | ウェットサンプ          |
| 冷却方式               | 加圧水強制循環式水冷    |
| 燃料                   | ガソリン                |

## 各型

### 221型

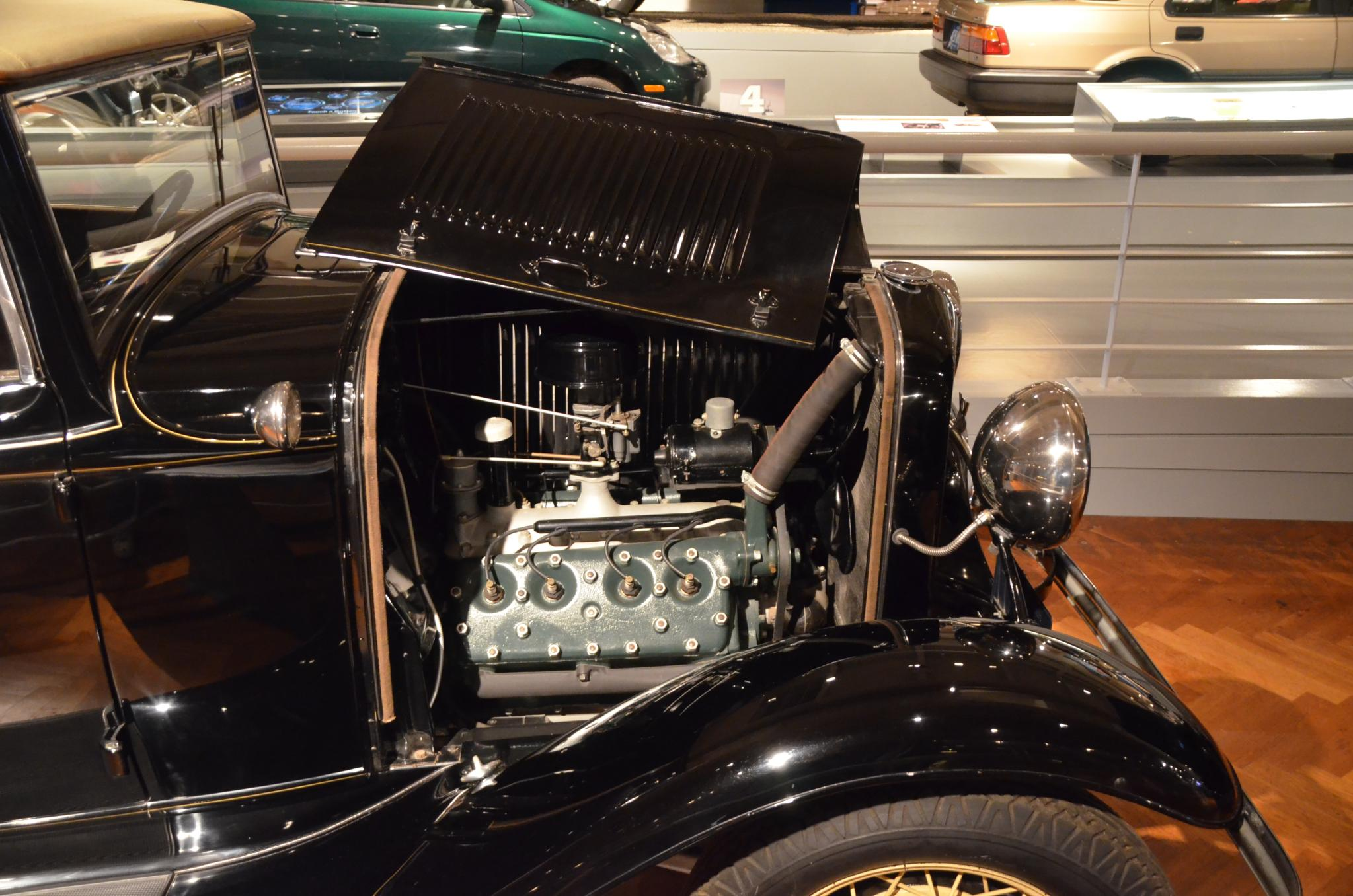
1932年式のフォードV8。前方の最上部に設置されているウォーターポンプと、そこからラジエーターの上部タンクに伸びるホースが特徴。

シリーズの始祖となる総排気量約221立方インチ (3.62 L) の型式であり、1932年4月にフォード専用としてフォードV8の名称で実用化された。しかし短期間に市場へ大量に行き渡った為、早期に冷却不良と点火不良が顕在化した。冷却不良の原因は、古典的な自然対流式の概念を用いて強制循環式を採り入れ、冷却水路の最も高い位置 (シリンダーヘッド前方のエンジンバレー側) となる出口にポンプを配置したため、ポンプ内でキャビテーションが発生することによる。点火不良の原因は、ディストリビューター (遠心進角式) をカムシャフトから直接駆動するため、エンジン前面の低い位置に配置されており、雨天時などに飛沫の影響を受けやすいことによる。この他に、過大な潤滑油消費、シリンダーブロックのひび割れ発生などの問題も指摘された。それらの対策と、加えて新技術の実用化や、速い技術進歩による高出力化に対応したため、シリーズの製造終了までに多くの主要部品と構造が大規模に変更されていった。
以下には、後に変更される箇所の1932年実用化時点の様式を列挙する。
- 一体鋳造されたシリンダーブロックとベルハウジング [注釈 7]
- 21本のスタッドボルトで締結する鋳鉄シリンダーヘッド
- バビットメタルの鋳込みメインベアリング
- 鍛造鋼クランクシャフト
- ⌀2インチ (約5センチメートル (cm)) メインジャーナル
- 鋳造アルミニウム合金ピストン
- 全てピストンピンよりも上に配置した3ピストンリング
- デトロイトルブリケーター (Detroit Lubricator Co.) 1バレルキャブレター[注釈 8]
- シングルプレーン式[注釈 9]の吸気マニホールド
- ディストリビューターと一体化した点火コイル
- ⌀7/8インチ (約22 mm)) 点火プラグ

1933年2月、乗用自動車用エンジンのシリンダーヘッド素材がアルミニウム合金に変更された。 (貨物自動車用は現状維持)これにより圧縮比が高められ出力が向上した。
1934年1月、キャブレターが2バレルのストロンバーグ40 (Stromberg 40) に置換され、合わせて吸気マニホールドにデュアルプレーン式を採用したため、混合気の分配不均衡が是正されたのに加え、中低速トルクが大きくなり、実用性が向上するとともに出力も向上した。この他、鋼クランクシャフトの製造法が鋳造に変更され、生産性が上がった。
1934年11月 (1935型式年度)、キャブレターがストロンバーグ48に置換され、カムプロファイルが変更された。

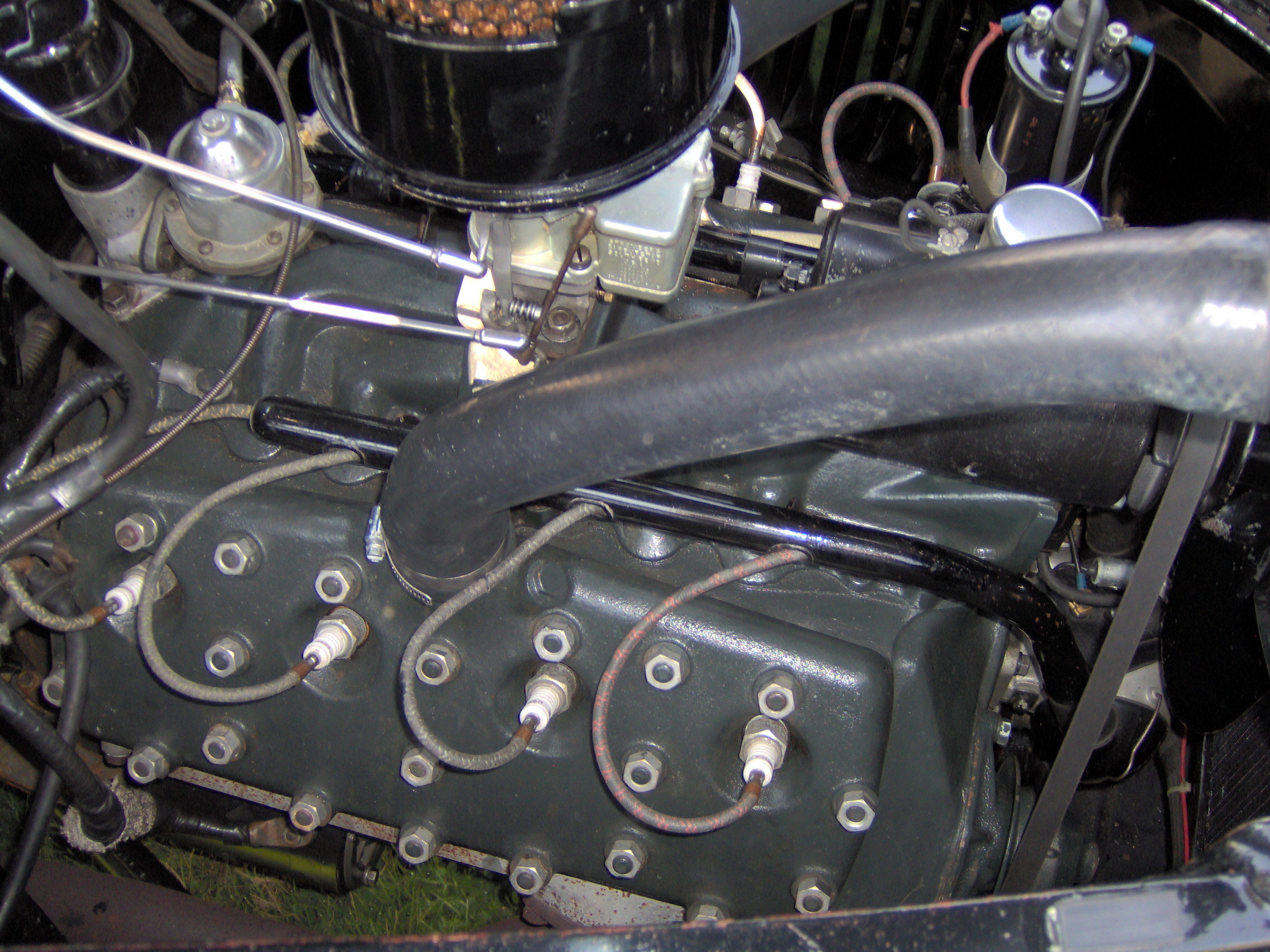
1937年式のシリンダーヘッド。ウォーターポンプが削除され、ラジエーターへ繋がるホースの取付けは中央に変わっている。

1936年11月 (1937型式年度) には、ウォーターポンプをシリンダーブロックに移設して大型化し、冷却水出口を中央最上部へ移設した新型シリンダーヘッドが採用されたことで、冷却不良の問題が緩和された。新型ヘッド共に鋳鋼のドームトップピストンを採用し、加えてキャブレターをストロンバーグ97に置換したことで、出力を据え置きながら圧縮比が低められた。この他、メインジャーナルを⌀2.4インチ (約6.1 cm) に大径化し、ベアリングが挿入式に変更された。当年度から縮小設計した小排気量のフォード60馬力V8が実用化されたことにより、差別化のため名称に出力値の「85馬力」を加えてフォード85馬力V8 (Ford 85-horsepower (85 H.P., 85 hp) V-8) となった (1940型式年度まで)。
1937年11月 (1938型式年度)、点火プラグが⌀14 mmに変更された。
1938年11月 (1939型式年度)、シリンダーヘッドのスタッドボルトが24本に変更され、メインジャーナルが⌀2.5インチ (約6.3 cm) に変更された。
1941年9月 (1942型式年度)、新型シリンダーヘッドが採用され、圧縮比が高められた。また点火コイルと一体化していたディストリビューターは、元来カムシャフトで直接駆動する都合上、エンジン前面の比較的低い位置に設置されていたが、点火コイルと分離しかさ歯車を介して高い位置に移設された。これにより雨天の飛沫による電気系故障の危険性が低減した。
1942年2月にフォード・モーターが軍需品の転換生産を開始したことに伴い製造終了した。
| 総排気量                    | 221.0立方インチ (3,621立方センチメートル (cm3)) |
| シリンダー内径×ピストン行程 | 3+1⁄16インチ (7.7788 cm) ×3+3⁄4インチ (9.53 cm) |

| 型式年度    | 圧縮比  | 最高出力                                                  | 最大トルク                                                             | キャブレター形式   |
| ----------- | ------- | --------------------------------------------------------- | ---------------------------------------------------------------------- | ------------------ |
| 1932        | 5.5: 1  | 65英馬力 (49キロワット (kW)) @ 3,400回転毎分 (rpm) グロス | 130重量ポンドフィート (176ニュートンメートル (N･m)) @ 1,250 rpm グロス | 1スロート1ステージ |
| 1933        | 6.3: 1  | 75英馬力 (56 kW) @ 3,800 rpm グロス                       |                                                                        | 1スロート1ステージ |
| 1934 - 1936 | 6.3: 1  | 85英馬力 (63 kW) @ 3,800 rpm グロス                       | 150重量ポンドフィート (203 N･m) @ 2,200 rpm グロス                     | 2スロート1ステージ |
| 1937 - 1939 | 6.12: 1 | 85英馬力 (63 kW) @ 3,800 rpm グロス                       | 150重量ポンドフィート (203 N･m) @ 2,200 rpm グロス                     | 2スロート1ステージ |
| 1940 - 1941 | 6.12: 1 | 85英馬力 (63 kW) @ 3,800 rpm グロス                       | 155重量ポンドフィート (210 N･m) @ 2,200 rpm グロス                     | 2スロート1ステージ |
| 1942        | 6.2: 1  | 90英馬力 (67 kW) @ 3,800 rpm グロス                       | 156重量ポンドフィート (212 N･m) @ 2,200 rpm グロス                     | 2スロート1ステージ |

### 239型
1938年10月 (1939型式年度) に、貨物自動車と当年度からフォード・モーターの新たなメイクとして展開されたマーキュリーで実用化された。221型のシリンダー内径を拡大して総排気量を約239立方インチ (3.92 L) へ増加させた型式である。基本的な構造と機構は同年度の221型と同じであるが、圧縮比は高めに設定されている。
1941年10月 (1942型式年度)、同年度の221型と同様の改良がなされた。
1942年2月にフォード・モーターが軍需品の転換生産を開始したことに伴い製造中断した。
1945年5月から民需品製造の制限が緩和され、フォード・モーターも軽貨物自動車 (ピックアップトラック) 用に製造再開した。
1945年10月(1946型式年度) から、エンジンを軸線方向に眺めた時に左右列のバルブが成す挟み角を僅かに狭め、シリンダーブロックのひび割れ問題を解消した。この他、ピストン素材がアルミニウム合金に変更され、ピストンピン下に滑油制御リングが1本追加された (4リング)。これにより圧縮比は高められ、同時にキャブレターがホーリー (Holley) AA-1に置換されたが、公称出力値は変わっていない。また、当年度からフォード乗用自動車にも採用された。
1948年1月から、貨物自動車用をルージュ239トラックV8 (Rouge 239 Truck V-8) に改称された。

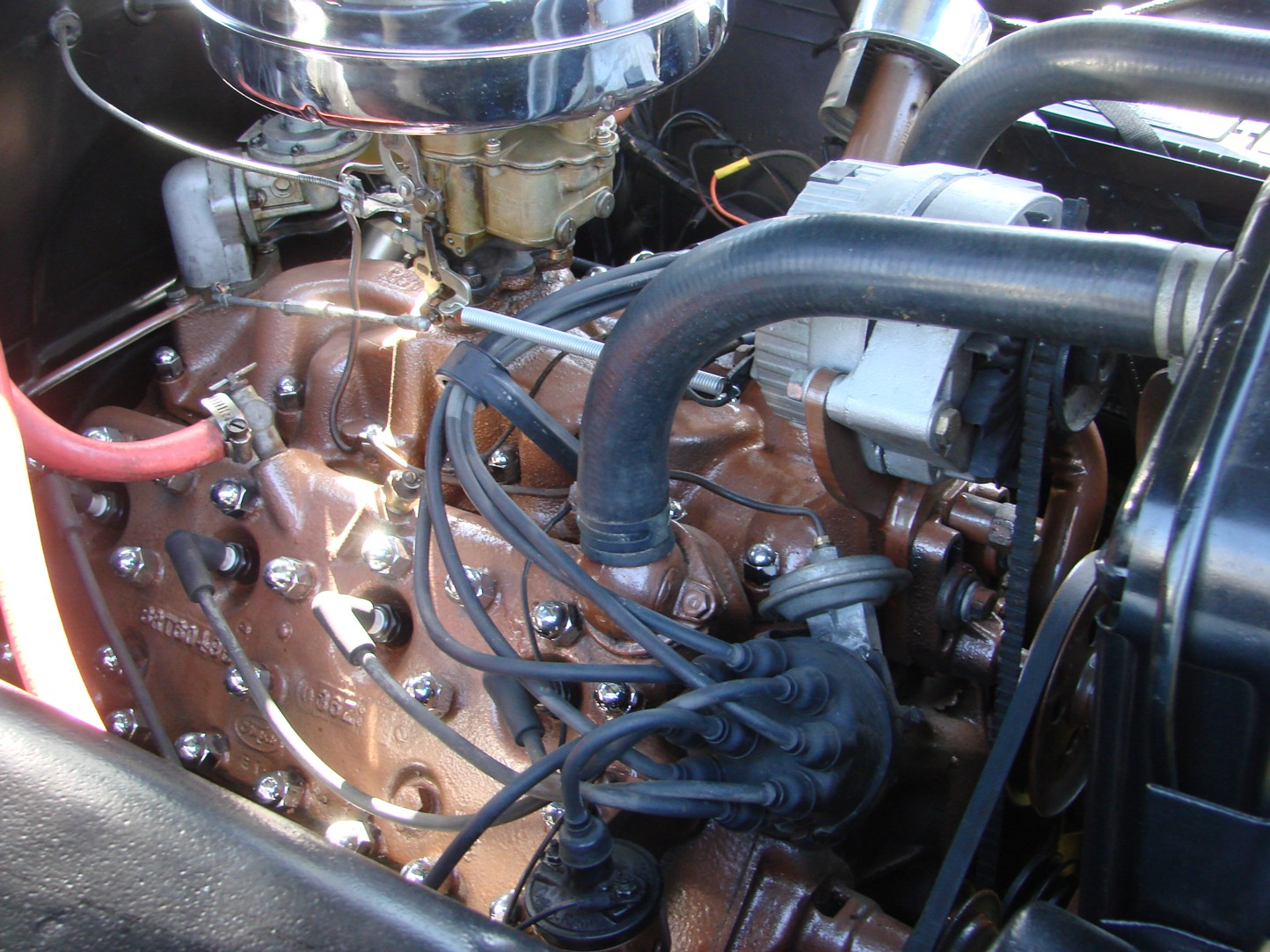
1949年式以降の最終形態。ホースの取付けはシリンダーヘッド前方の最上部となっている。

1948年6月 (1949型式年度)は、これまでシリンダーブロックと一体で鋳造されていたベルハウジングの分離と、冷却水排出口をシリンダーヘッド前方最上部への移設、ディストリビューターを真空進角式に変更、これらの大改良により実用化以来付きまとった潤滑油の消費過多、エンジンの過熱、点火不良の問題を克服した。また当年度からマーキュリーが新型の255型 (後述) を採用したため、当機はフォード専用となった。
1952年2月から、乗用自動車用と貨物自動車用の動力諸元に差異がつけられ、乗用自動車用は圧縮比が高められた。貨物自動車用は新たにこれまで称していたフォードV8の名称は、乗用自動車用をストラトスターV8 (Strato-Star V-8) に改称された。
1953年に製造終了し、後継機であるYブロックV8に代替された。
| 総排気量                    | 239.4立方インチ (3,923 cm3)                     |
| シリンダー内径×ピストン行程 | 3+3⁄16インチ (8.0963 cm) ×3+3⁄4インチ (9.53 cm) |
| キャブレター形式            | 2スロート1ステージ                              |

| 型式年度    | 圧縮比  | 最高出力                             | 最大トルク                                                 | 備考                 |
| ----------- | ------- | ------------------------------------ | ---------------------------------------------------------- | -------------------- |
| 1939 - 1941 | 6.15: 1 | 95英馬力 (71 kW) @ 3,600 rpm グロス  | 170重量ポンドフィート (230 N･m) @ 2,100 rpm グロス         |                      |
| 1942        | 6.4: 1  | 100英馬力 (75 kW) @ 3,600 rpm グロス |                                                            | 1943年式は存在せず。 |
| 1945        | 6.4: 1  | 100英馬力 (75 kW) @ 3,800 rpm グロス | 176重量ポンドフィート (239 N･m) @ 2,000 rpm グロス         | 1944年式は存在せず。 |
| 1946 - 1947 | 6.75: 1 | 100英馬力 (75 kW) @ 3,800 rpm グロス | 180重量ポンドフィート (244 N･m) @ 2,000 rpm グロス         |                      |
| 1948 - 1951 | 6.8: 1  | 100英馬力 (75 kW) @ 3,800 rpm グロス | 180重量ポンドフィート (244 N･m) @ 2,000 rpm グロス         |                      |
| 1952 - 1953 | 7.2: 1  | 110英馬力 (82 kW) @ 3,800 rpm グロス | 196重量ポンドフィート (266 N･m) @ 2,000 rpm グロス         | 乗用自動車用         |
| 1952 - 1953 | 6.8: 1  | 106英馬力 (79 kW) @ 3,500 rpm グロス | 194重量ポンドフィート (263 N･m) @ 1,900 - 2,100 rpm グロス | 貨物自動車用         |

### 337型
1948年1月に貨物自動車用のルージュ337トラックV8 (Rouge 337 Truck V-8) として実用化された。基本的にシリンダー内径拡大とピストン行程延伸により、総排気量を約337立方インチ (5.52 L) へ増加させた型式であるが、シリンダーブロックとベルハウジングは別部品として鋳造されており 、油圧式間隙調整機構付きのタペットとオートサーミック式のピストンが採用され、2本の滑油制御リングは全てピストンピンの上に配置されている点が既存型と異なる。
1948年4月 (1949型式年度)、リンカーン用にそれまでのリンカーンゼファーV12 (Lincoln-Zephyr V-12) に替えてリンカーン8 (Lincoln 8) またはその後のリンカーンインビンシブル8 (Lincoln inVincible 8) の名称で採用された。
1950年1月から、滑油制御リングが1本となった。
1950年11月 (1951型式年度) から、メインベアリングが鋼裏打ちとなった。
1952年2月に後継機であるリンカーンV8 (貨物自動車用はカーゴキングV8 (Cargo King V-8)) が実用化されるが、それを前に製造終了した。
| 総排気量                    | 336.7立方インチ (5,518 cm3)                    |
| シリンダー内径×ピストン行程 | 3+1⁄2インチ (8.89 cm) ×4+3⁄8インチ (11.113 cm) |
| キャブレター形式            | 2スロート1ステージ                             |

| 型式年度    | 圧縮比 | 最高出力                              | 最大トルク                                         | 備考         |
| ----------- | ------ | ------------------------------------- | -------------------------------------------------- | ------------ |
| 1948 - 1951 | 7: 1   | 145英馬力 (108 kW) @ 3,600 rpm グロス | 255重量ポンドフィート (346 N･m) @ 1,800 rpm グロス | 貨物自動車用 |
| 1949 - 1950 | 7: 1   | 152英馬力 (113 kW) @ 3,600 rpm グロス | 265重量ポンドフィート (359 N･m) @ 2,000 rpm グロス | 乗用自動車用 |
| 1951        | 7: 1   | 154英馬力 (115 kW) @ 3,600 rpm グロス | 275重量ポンドフィート (373 N･m) @ 1,800 rpm グロス | 乗用自動車用 |

### 255型
1948年4月 (1949型式年度) にマーキュリー専用 (乗用、貨物共) として実用化された。239型のピストン行程延伸により、総排気量を255立方インチ (4.18 L) に増加した型式である。基本的に同年度の239型と構造、機構ともに同じであるが、クランクシャフトのみ鍛造に変更されている。
1952年2月から、乗用自動車用と貨物自動車用の動力諸元に差異がつけられ、乗用自動車用は圧縮比が高められた。
1953年に製造終了し、後継機であるV-161に代替された。
| 総排気量                    | 255.4立方インチ (4,184 cm3)                  |
| シリンダー内径×ピストン行程 | 3+3⁄16インチ (8.0963 cm) ×4インチ (10.16 cm) |
| キャブレター形式            | 2スロート1ステージ                           |

| 型式年度    | 圧縮比 | 最高出力                             | 最大トルク                                                 | 備考         |
| ----------- | ------ | ------------------------------------ | ---------------------------------------------------------- | ------------ |
| 1949 - 1950 | 6.8: 1 | 110英馬力 (82 kW) @ 3,600 rpm グロス | 200重量ポンドフィート (271 N･m) @ 2,000 rpm グロス         |              |
| 1951        | 6.8: 1 | 112英馬力 (84 kW) @ 3,600 rpm グロス | 206重量ポンドフィート (279 N･m) @ 2,000 rpm グロス         |              |
| 1952 - 1953 | 7.2: 1 | 125英馬力 (93 kW) @ 3,700 rpm グロス | 211重量ポンドフィート (286 N･m) @ 1,900 - 2,200 rpm グロス | 乗用自動車用 |
| 1952 - 1953 | 6.8: 1 | 120英馬力 (89 kW) @ 3,600 rpm グロス | 204重量ポンドフィート (277 N･m) @ 1,500 - 2,000 rpm グロス | 貨物自動車用 |